# علی گوکدمیر
علی گوکدمیر (انگلیسی: Ali Gökdemir؛ زادهٔ ۱۷ سپتامبر ۱۹۹۱) بازیکن فوتبال اهل جمهوری آذربایجان است.
از باشگاه‌هایی که در آن بازی کرده‌است می‌توان به باشگاه فوتبال اشتوتگارت، باشگاه فوتبال الازیغ‌اسپور، باشگاه فوتبال هانوفر ۹۶، و باشگاه فوتبال سیمرغ زاقاتالا اشاره کرد.
وی همچنین در تیم‌های ملی فوتبال زیر ۲۱ سال جمهوری آذربایجان و جمهوری آذربایجان بازی کرده‌است.